# Septembre 1997

## Événements
- 1er septembre : 
  - Sortie de Super Mario 64 sur Nintendo 64 en France
  - Début de diffusion de l'émission TF! Jeunesse sur TF1

- 6 septembre : Enterrement de Lady Di
- 7 septembre (Formule 1) : Grand Prix automobile d'Italie 1997.

- 8 septembre : la République démocratique du Congo adhère à la SADC. Les Seychelles adhèrent à la SADC mais la quittent le 1er juillet 2004.

- 9-17 septembre : ouragan Linda dans le Pacifique nord-est

- 11 septembre : le oui l'emporte (75 %) en Écosse lors du référendum pour la création d'un Parlement et l'ouverture vers l'autonomie législative et fiscale.

- 12 septembre : 
  - renforcement des pouvoirs de Jiang Zemin lors du 15e congrès du PCC[1].
  - Victoire de la droite lors des élections législatives en Pologne.

- 17 septembre : 
  - le pape Jean-Paul II érige la Basilique du Sacré-Cœur de Marseille (Bouches-du-Rhône, France) en basilique mineure.
  - La Russie est admise au club de Paris.

- 18 septembre : courte victoire du oui (50,3 %) au Pays de Galles lors d'un référendum sur l'autonomie du pays.

- 21 septembre (Formule 1) : Grand Prix automobile d'Autriche.

- 22 septembre : massacre de Bentalha, village à 20 km de la banlieue d'Alger. Plus de 800 morts en une seule nuit.

- 25 septembre : à Black Rock Desert, Andy Green établit un nouveau record de vitesse terrestre : 1 149,30 km/h.

- 28 septembre (Formule 1) : Grand Prix automobile du Luxembourg.

## Naissances
- 1er septembre 1997 : Jeon Jungkook, chanteur, danseur et auteur-compositeur sud-coréen (membre du boys band BTS)
- 2 septembre : Zuzanna Irena Jurczak, dit Sanah, auteure-compositrice-interprète polonaise
- 8 septembre : Tessa, rappeuse danoise
- 14 septembre :
  - Nicolás Cabrera, coureur cycliste chilien.
  - Phannapa Harnsujin, taekwondoïste thaïlandaise.
  - Jared Harper, joueur américain de basket-ball.
  - Benjamin Ingrosso, auteur-compositeur-interprète suédois.
  - Veronika Machyniaková, biathlète slovaque.
  - Minami, chanteuse et compositrice japonaise de Saitama.
  - Simon Olsson, footballeur suédois.
  - Dominic Solanke, footballeur anglais.
  - Andriy Yatsenko, lutteur ukrainien, spécialiste de lutte libre.
- 16 septembre : Sydney Payne, rameuse d'aviron canadienne.
- 19 septembre : Halima Aden, mannequin somalienne et américaine.
- 27 septembre : Prince Wong, militante de Hong Kong.
- 30 septembre : 
  - Amandine Petit, reine de beauté française.
  - Max Verstappen, pilote automobile néerlandais.